# 99 Bottles of Beer
99 Bottles of Beer (99 Flaschen Bier) ist ein Folksong, der in den USA und Kanada besonders bei langen Ausflügen gesungen wird und an das britische Kinderlied Ten Green Bottles anlehnt. Er folgt dem Muster:
Ninety-nine bottles of beer on the wall, (Neunundneunzig Flaschen Bier an der Wand,)

Ninety-nine bottles of beer. (Neunundneunzig Flaschen Bier.)

Take one down, pass it around, (Nimm eine runter, reich sie herum,)

Ninety-eight bottles of beer on the wall. (Achtundneunzig Flaschen Bier an der Wand.)
Die dritte Zeile lautet alternativ „if one of those bottles should happen to fall“ (sollte eine dieser Flaschen fallen).
Das Lied wird mit immer weniger Flaschen bis zu dieser Strophe wiederholt:
One (last) bottle of beer on the wall, (Eine (letzte) Flasche Bier an der Wand,)

One (last) bottle of beer.

Take it down, pass it around,

No (more) bottles of beer on the wall. (Keine Flaschen Bier (mehr) an der Wand.)

## Varianten
Um die Singzeit zu verlängern, kann das Lied ergänzt werden um:
No (more) bottles of beer on the wall,

No (more) bottles of beer.

Go to the store and buy some more, (Geh in den Laden und kauf mehr,)

Ninety-nine bottles of beer on the wall.
Donald Byrd hat Dutzende von Varianten des Liedes gesammelt, die mathematisch inspiriert sind und von ihm und anderen erdacht wurden. Byrd spricht der Sammlung einen pädagogischen und unterhaltenden Wert zu. Darunter:
- „Infinite bottles of beer on the wall“ (unendlich viele Flaschen Bier): Fällt eine Flasche um, verbleiben immer noch unendlich viele.
- „Aleph-Null bottles of beer on the wall“: Aleph-Null ist als Mächtigkeit der natürlichen Zahlen die kleinste unendliche Kardinalzahl.
- „Uncountable bottles of beer on the wall“ (überabzählbar viele Flaschen Bier): Fallen abzählbar viele Flaschen um, verbleiben immer noch überabzählbar viele.

## Referenzen in der Wissenschaft
Donald E. Knuth bewies im Artikel The Complexity of Songs (ein wissenschaftlicher Witz), dass das Lied eine Komplexität von {\displaystyle {\mathcal {O}}(\log N)} hat.
Ähnlich wie das Hallo-Welt-Programm wird der Text auch gerne programmiert, um Besonderheiten einer Programmiersprache zu erlernen oder herauszustellen. Die Herausforderung besteht hierbei darin, eine Schleife zu programmieren, die von 99 rückwärts bis 0 zählt und dabei Ausnahmebehandlungen für den Singular bei 1 sowie das entsprechende Zahlwort für 0 und den abgewandelten Text zu berücksichtigen. Zudem ist die Einbettung der Zahlen in eine auszugebende Zeichenkette von Interesse.